# Острино
Острино, Остры́на (бел. Астрына) — городской посёлок в Щучинском районе Гродненской области Беларуси. Административный центр Остринского сельсовета.
Численность населения — 1 529 человек (на 1 января 2025 года).

## География
Посёлок расположен в 22 км от Щучина, 29 км от железнодорожной станции Рожанка на линии Мосты — Лида. Расположен на пересечении автодороги Гродно — Острино — Радунь — КПП Дотишки Р-145.
Численность населения — 1 567 человек (на 1 января 2024).

## Этимология
Острина, Острына, Острино.

## История
Впервые упоминается в книге записей Литовской метрики в 1450 году. В 15—16 веках королевское владение, центр волости Трокского повета.
Старосты Остринские:
- Федор Богданович Хрептович (1507—1509)
- Олександро Иванович Ходкевич (1520—1534)
- Василий Копоть (1565[7]
- Давид Солтан (1578)
- Ярослав Солтан (1586)
- Кристоф Андреевич Садовский (1596)
- Лев Иванович Сапега (с 1597 года)[8]
- Бузук Юрий Александрович  (с 2025 года)

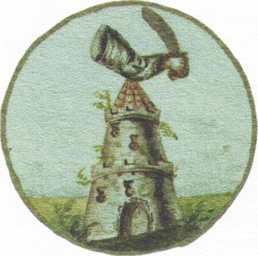
Герб 1792 года

В 1641 году получило Магдебургское право.
В 1641 году королём польским и великим князем ВКЛ Владиславом IV Ваза был основан герб и флаг Острино, которые являются официальной геральдикой по настоящее время.
В 1667 году канцлер великий литовский Х. С. Пац построил здесь костёл.
С 1763 года собственность Зенковичей.
С 1921 года в составе Польши, с 1926 года центр гмины Щучинского повета, с 1931 года — город.
С 1939 года в БССР, с 1940 года городской посёлок Василишковского района. В 1954—1960 годах центр этого района.
С 20 января 1960 года в связи с упразднением Василишковского района в составе Щучинского района.
С 23 мая 1962 года в Скидельском районе, с 25 декабря 1962 года в связи с упразднением Скидельского района в Щучинском районе.

## Население
Численность населения — 1 529 человек (на 1 января 2025 года).
| Численность населения: |
| График не отображается по техническим причинам. Чтобы исправить это, воспроизведите график в новом формате, если это возможно. |

## Культура
- Дом культуры
- Литературный музей А. С. Пашкевич

## Достопримечательность
- Спасо-Преображенская церковь  (1885)
- Костёл Святой Терезы
- Памятник Э. Пашкевич (1954)

## Галерея

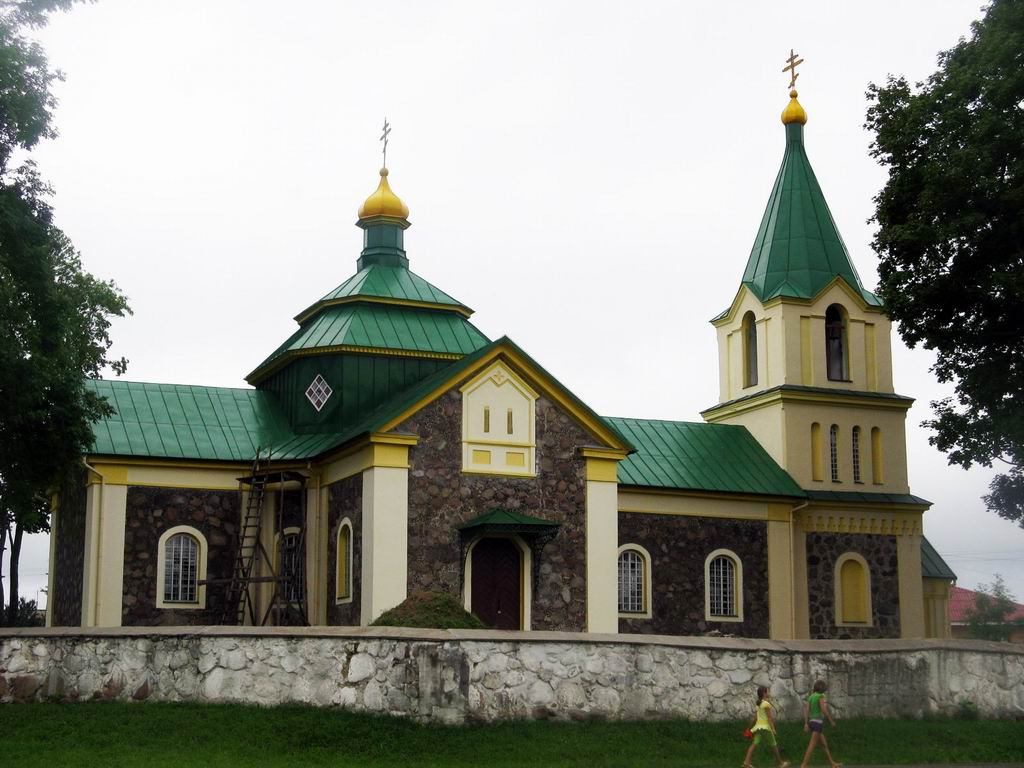
Спасо-Преображенская церковь
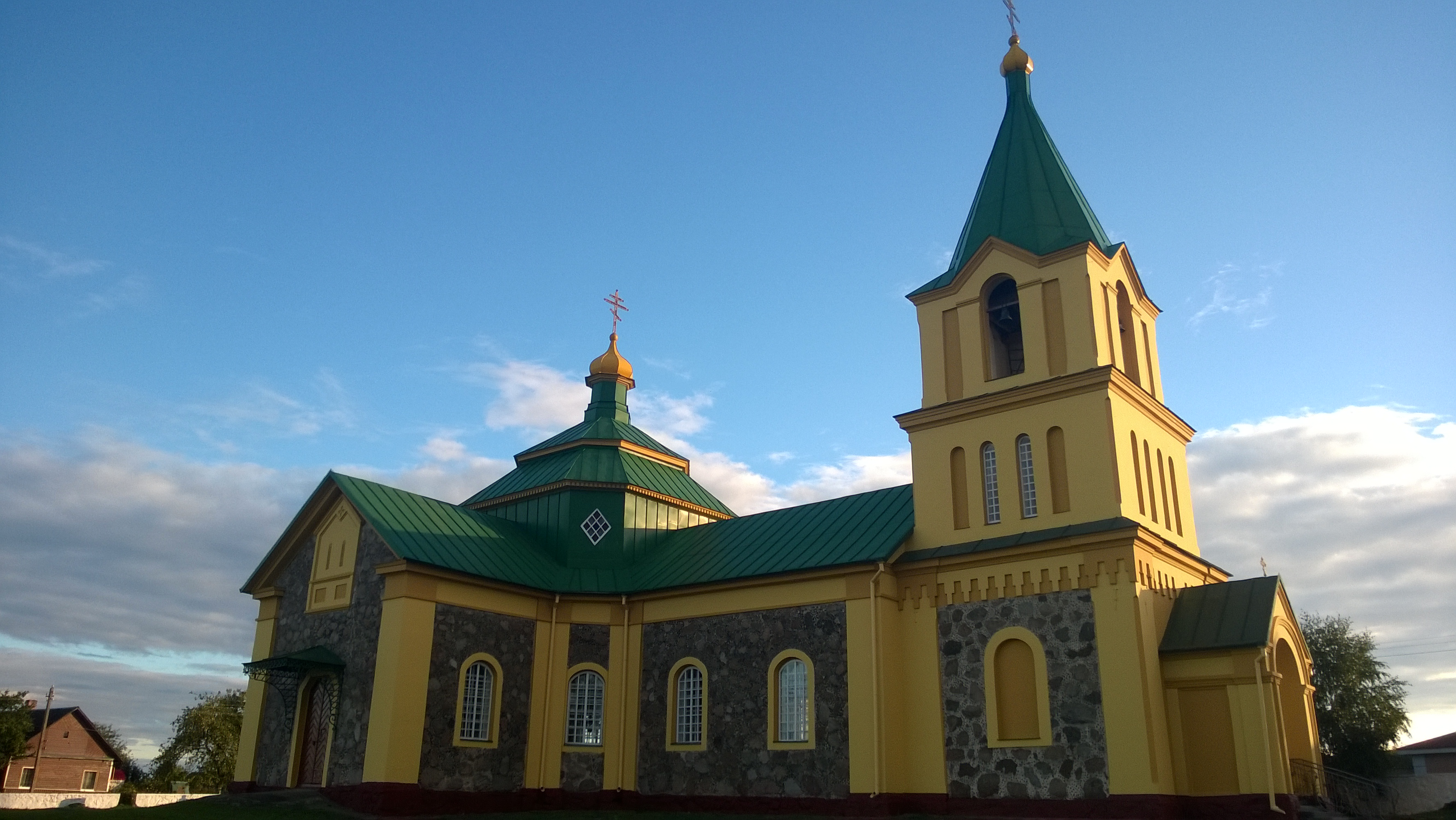
Спасо-Преображенская церковь
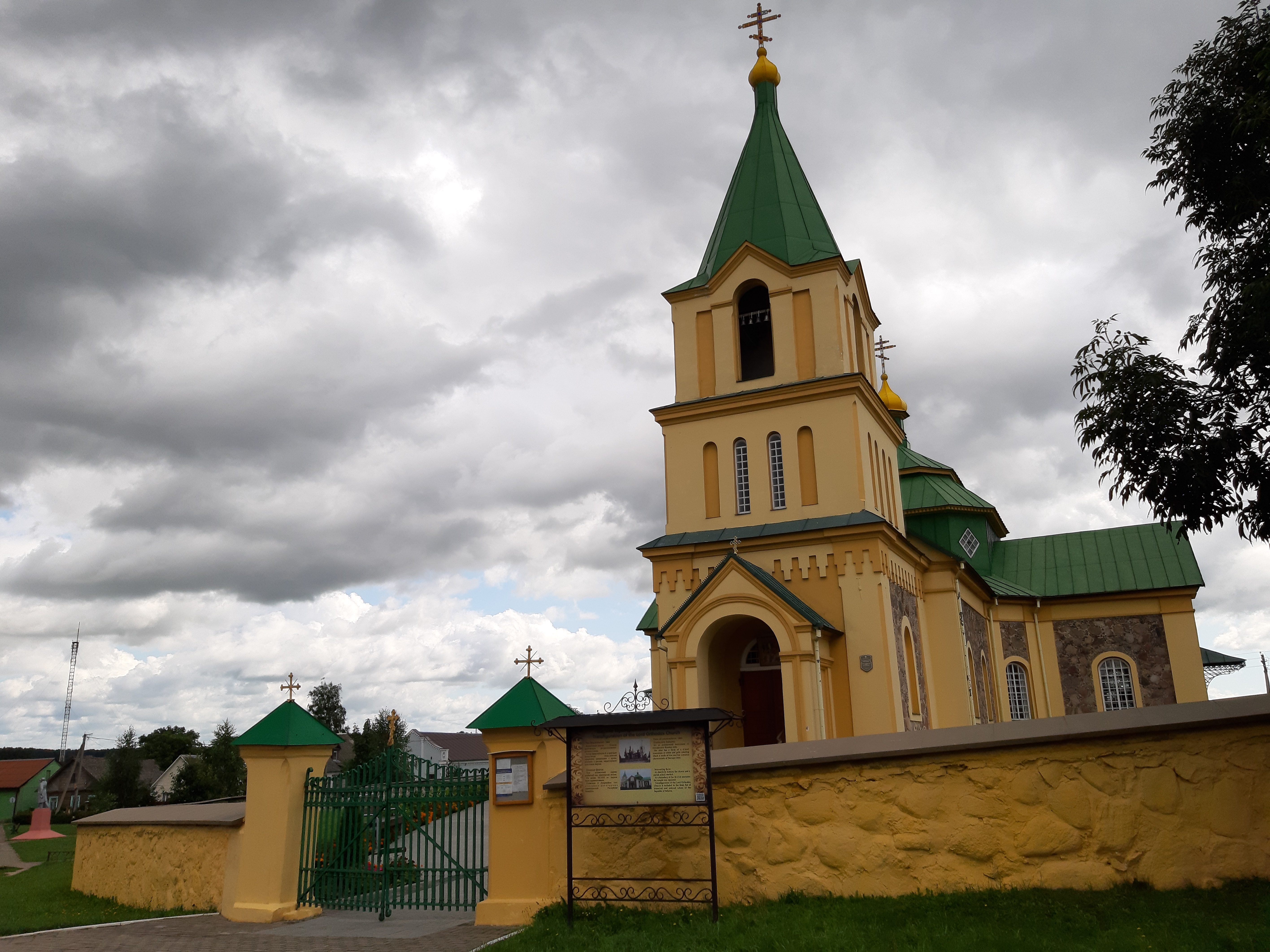
Спасо-Преображенская церковь
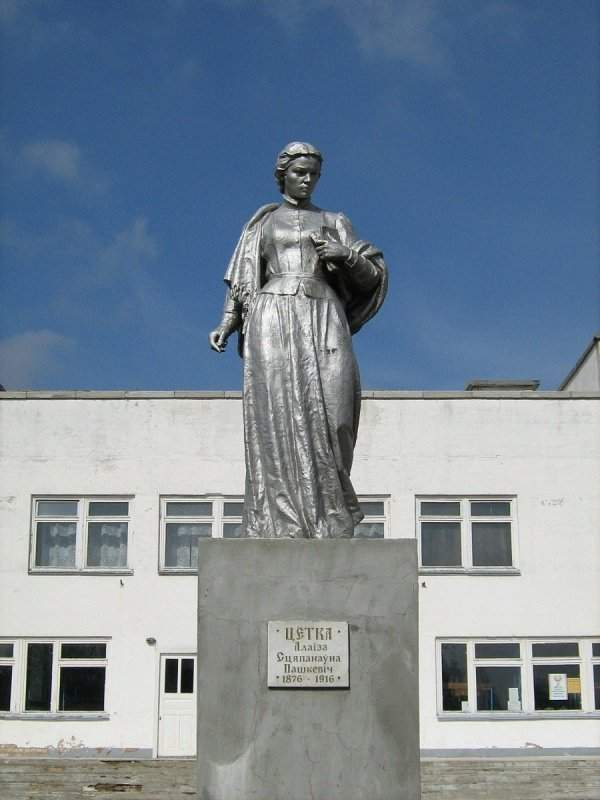
Памятник Э. Пашкевич
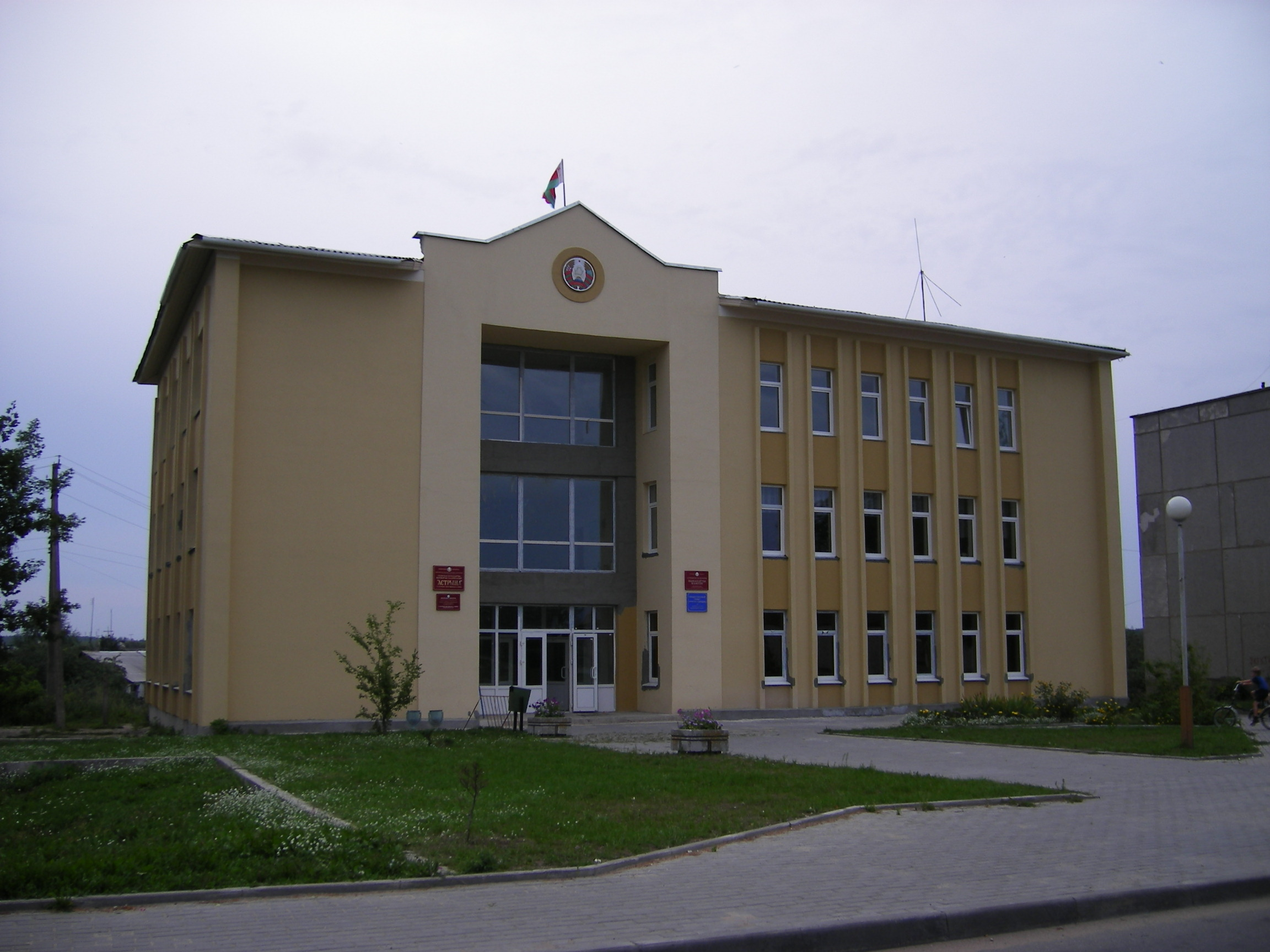
Здание поселкового исполнительного комитета
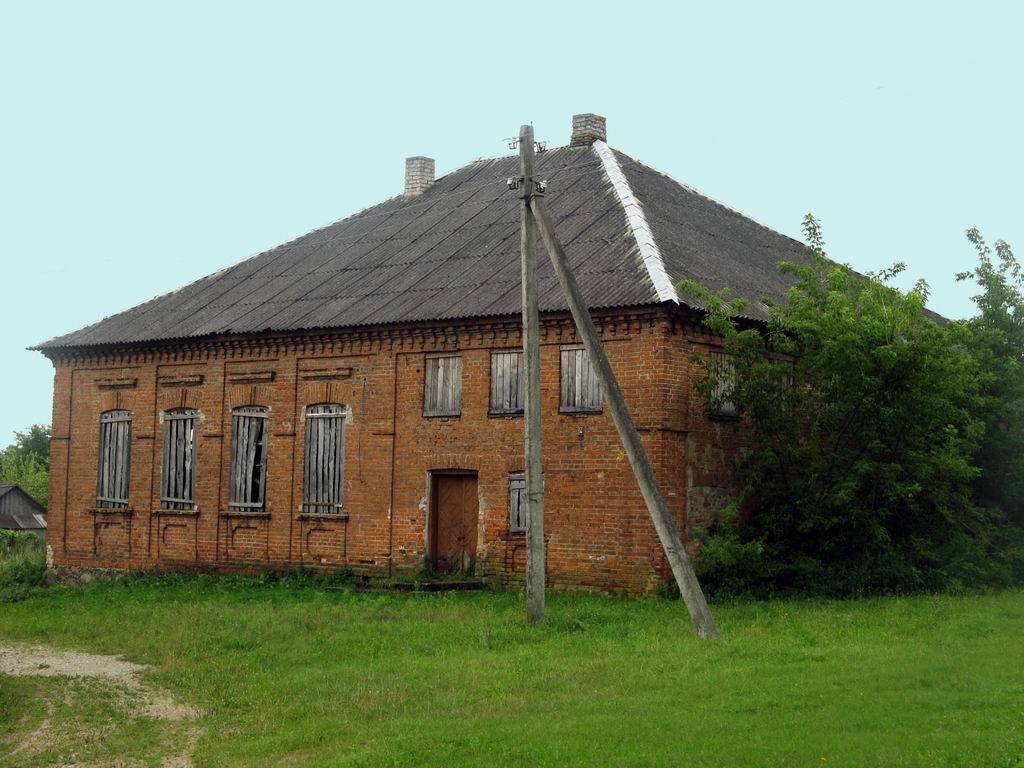
Бывшая синагога
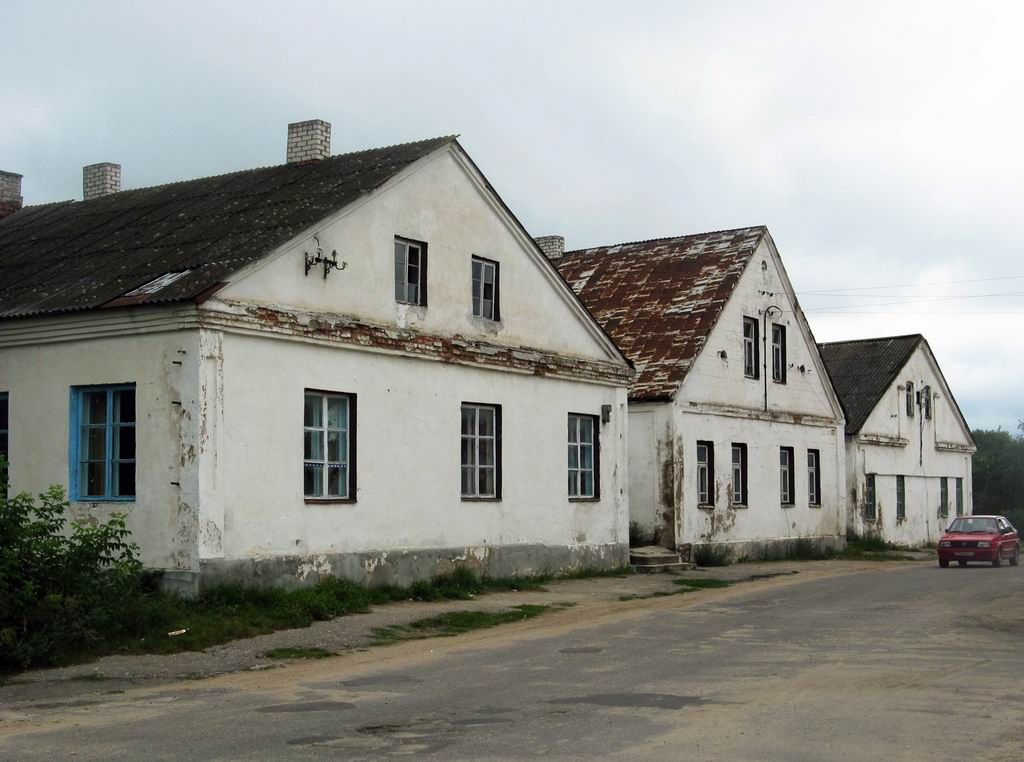
На улице посёлка
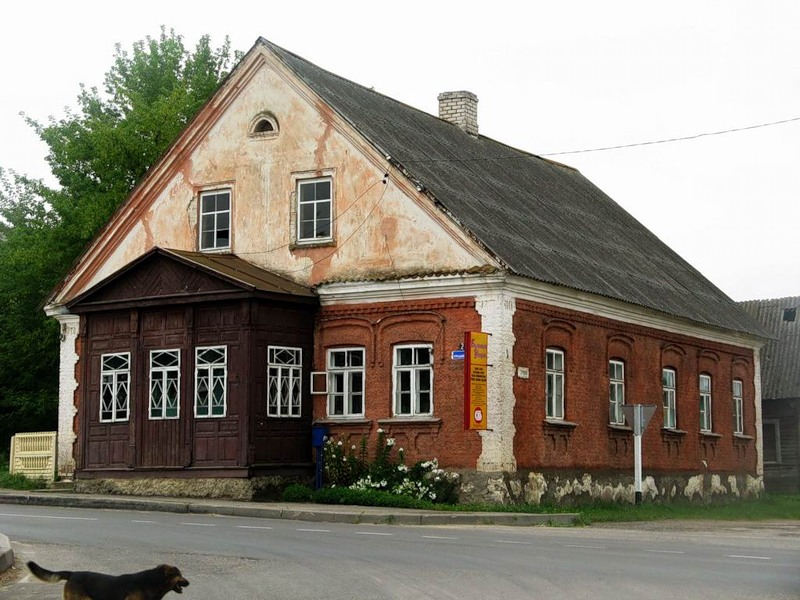
Старинный дом
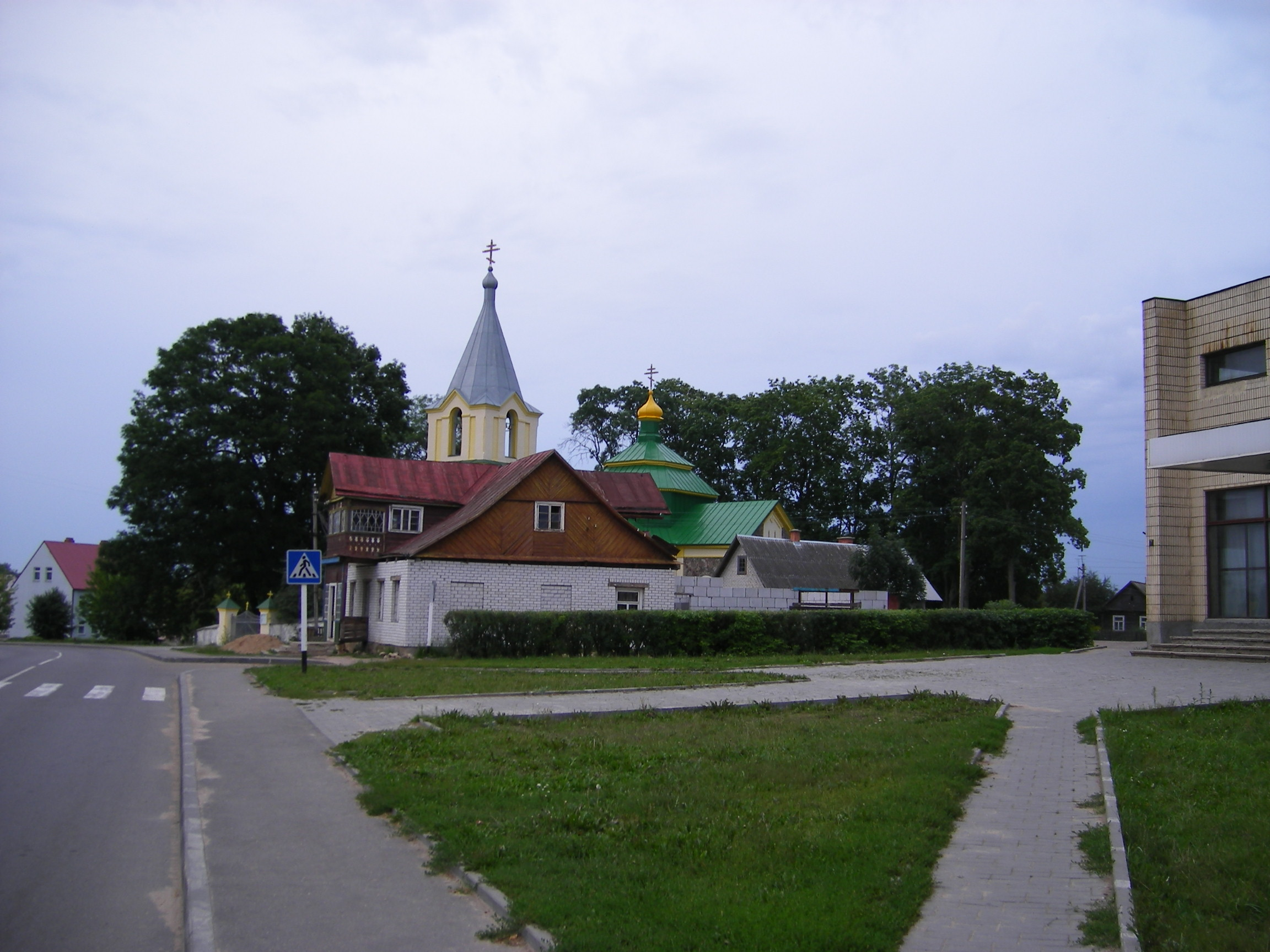